# Malcolm MacDonald
Malcolm John MacDonald (17. august 1901 - 11. januar 1981) var en britisk politiker og søn af Ramsay MacDonald. 

## Liv og gerning
Ligesom faderen var MacDonald først parlamentsmedlem for Labour, men sluttede sig senere til den nationale regering, en koalition af konservative og de liberale, og blev ekskluderet fra Labour.
Han indvalgtes først i underhuset for valgkredsen Bassetlaw ved valget 1929.
I 1931 sprængtes labourregeringen, og Ramsay MacDonald dannede den nationale regering med repræsentanter fra alle store politiske partier. Kun få labourmedlemmer støttede imidlertid regeringen. Malcolm MacDonald udsås til en viceministerpost som Under-Secretary of State for Dominion Affairs. Da Labours parlamentsmedlemmer mødtes for at diskutere regeringsdannelsen, var Malcolm MacDonald den eneste, som talte for sin faders handlinger og stemte imod en fordømmelse. 
MacDonald beholdt sin parlamentsplads ved valget 1931, da han kandiderede for National Labour Party og fortsatte med at opbygge et ry som en meget kompetent minister. Da hans fader trådte tilbage i 1935, udnævnte den nye premierminister, Stanley Baldwin, Malcolm MacDonald til medlem af kabinettet for første gang, da han fik posten som koloniminister (Secretary of State for the Colonies). Hans fader var blevet lordpræsident (Lord President of the Council), og dette blev tredje gang, en fader og søn indgik i samme kabinet.
Ved valget i 1935, som afholdtes om efteråret, mistede Malcolm MacDonald sit parlamentsmandat med knap marginal, men efter forhandlinger besluttede Baldwin at beholde ham i regeringen, men på den nye post som dominionminister (Secretary of State for Dominion Affairs), hvor han erstattede James Henry Thomas, som havde forårsaget problemer med nogle dominionregeringer. Den følgende februar kandiderede MacDonald i et suppleringsvalg i valgkredsen Ross and Cromarty. Valget blev kaotisk, eftersom den konservative lokalafdeling nægtede at give ham sin støtte (selv om lokalafdelingen af National Liberal Party gjorde det) og i stedet støttede Randolph Churchill, søn af Winston Churchill som da var blevet en fremtrædende konservativ kritiker af regeringen. Trods dette vandt MacDonald ved suppleringsvalget og vendte tilbage til underhuset.
MacDonald beholdt sin post, efter at Baldwin og Ramsay MacDonald endeligt havde trukket sig tilbage i 1937, da han sammen med den nye premierminister Neville Chamberlain forhandlede nye aftaler med Irland (tidligere Den irske fristat) om handel, kompensation og de havne, som Storbritannien fortsat beholdt. Man kunne ikke enes i spørgsmålet om Nordirland, men alle andre problemer blev løst, og MacDonald fik megen ros.
I maj 1938 flyttede Chamberlain ham tilbage til koloniministerposten, hvilket nu sås som en forfremmelse, da posten havde fået større betydning på grund af situationen i det britiske mandatområde i Palæstina. I oktober døde den nye dominionminister Lord Stanley, og MacDonald måtte overtage hans post ved siden af koloniministerposten, eftersom det ansås, at en erfaren person burde overtage i den daværende følsomme situation. I januar 1939 forlod han dominionministeriet.
I 1939 forestod MacDonald den så kaldte MacDonald-hvidbog om Palæstina, som sigtede på at oprette en samlet stat med kontrolleret jødisk indvandring. Ifølge hvidbogen var Balfourdeklarationen allerede blevet opfyldt, eftersom over 450.000 jøder nu havde bosat sig i det britiske mandatområde. Hvidbogen anbefalede, at en selvstændig jødisk stat ikke skulle oprettes. Det er blevet hævdet, at MacDonald og Chamberlain ville sikre, at situationen i Palæstina ikke skulle udvikle sig til en situation i lighed med den på Irland, hvor to store folkegrupper befandt sig i en bitter konflikt.
MacDonald forsøgte at finde andre løsninger på problemet med den stærke antisemitisme i Europa. Jøderne i Palæstina, lige som mange af den nationale regerings tilhængere i Storbritannien, modsatte sig hvidbogens anbefalinger. Da parlamentet stemte om hvidbogen, afstod mange af regeringssidens medlemmer fra at stemme, eller de stemte imod, blandt dem visse kabinetsministre og Winston Churchill.
I maj 1940 faldt Chamberlains regering, og Winston Churchill dannede en samlingsregering, hvor også Labour indgik. Der spekuleredes på, om MacDonald ville blive afsat på grund af Labourpartiets fjendtlighed imod ham, men han forblev i regeringen som sundhedsminister. 
Året efter tog hans karriere en ny vending, da han blev udset til overkommissær (High Commissioner) i Canada. Først indførtes en speciallovgivning, for at han skulle kunne beholde sin parlamentsplads, men i 1945 opløstes National Labour Party og MacDonald besluttede at trække sig tilbage fra britisk politik. Han virkede i Canada til 1946 og havde senere et antal andre poster inden for imperiet, deriblandt som guvernør i Kenya. Senere i livet var han kansler ved University of Durham.